# Daniel Warren Johnson
Daniel Warren Johnson (Stati Uniti, marzo 1987) è uno scrittore, disegnatore e illustratore statunitense.
Come fumettista si distingue per le sue opere originali pubblicate per il mercato indipendente, quali Space Mullet, Murder Falcon, The Ghost Fleet, Etremity ma si impone anche come top-artist per le Big Two (Marvel e DC) per le quali realizza opere innovative (spesso fuori dalla rigida continuity) quali: Wonder Woman: Terra Morta, Beta Ray Bill: Stella d'Argento, Jurassic League: Giustizia Preistorica. Come sottolineato dalla critica e gli accademici studiosi della storia del fumetto e i suoi autori :«(i suoi lavori sono animati da uno) stile sempre esagerato nel rappresentare le scene d'azione, ma allo stesso tempo dotato di un equilibrio formale e da una leggibilità invidiabili da chiunque altro».
Tra le principali influenze vi sono Calvin & Hobbes di Watterson (la più importante), Grant Morrison, Robert Kirkman, gli illustratori Alan Lee e John Howe per l'opera letteraria di Tolkien: Il Signore degli Anelli. Le loro capacità e creatività visive portano il regista Peter Jackson a volere la loro collaborazione nella realizzazione della prima trilogia cinematografica. A questi si aggiungono Paul Pope, Geoff Darrow, James Harren, Ryan Ottley e Otomo.

## Carriera
(Daniel Warren Johnson)
La sua prima introduzione al mondo dei fumetti è stata quando da bambino è stato portato dai genitori alla biblioteca di Framinghan in Massachusetts e avevano delle raccolte di comic strip (ovvero strisce a fumetti). La sua attenzione è da subito attirata dalle celebri strisce umoristiche Calvin and Hobbes di Bill Wattersons. Divenne da subito il suo fumetto preferito di cui si lesse tutte le raccolte. Le sue vicende preferite sono quelle in cui i protagonisti si trovano in realtà alternative, specialmente quelle con i dinosauri. I primi fumetti che si ricordi di aver disegnato sono stati quelli ispirati alla sua serie tv preferita ovvero i Power Rangers, il suo preferito era il Power Ranger Rosso, che disegnava in continuazione. Tra l'altro la sua passione per il disegno e le storie nate dall'immaginazione è favorita dal triste fatto che ha un carattere introverso che lo porta ad essere un solitario, i suoi compagni di classe non lo invitano neppure ai loro compleanni. Sviluppa una profonda avversione per la Scuola e i genitori sono costretti a tenerlo a casa già dalla seconda elementare dove gli viene impartita un'istruzione in casa sua da insegnanti privati. Dopo le scuole dell'obbligo comincia a frequentare dei corsi presso una Scuola d'Arte dove trova un insegnante di origine italiana di nome Rosetta che ne intuisce il talento e la passione. Il suo principale insegnamento e assioma valido per ogni artista è :«Disegna ciò che vedi e senti (cosa dovrebbe rappresentare attraverso la tua percezione). Non disegnarlo come ti appare (o come gli possa somigliare a livello fotografico)». La sua passione lo porta a rivalutare l'insegnamento e l'istruzione e si iscrive al College di Chicago dove ottiene una laurea che gli permette di diventare un insegnante di d'Arte. Durante il liceo tende ad allontanarsi dalla lettera di fumetti ma l'opera capolavoro di genere umoristico Calvin & Hobbes di Watterson e in seconda battuta le opere di Mike Mignola, All Star Superman di, Grant Morrison, e quelle di Robert Kirkman quali The Walking Dead e Invincible riaccendo in lui la passione di realizzare fumetti.  Purtroppo dopo qualche anno si accorge che non gli piace essere un professore e non sta sviluppando la sua creatività e quindi lascia un sicuro posto di lavoro.  Nonostante gli piaccia disegnare i super eroi e all'inizio quello su cui prerisce esercitarsi è Hulk (della Marvel Comics). Nonostante questo non crede sia possibile o comunque molto difficile inserirsi in questo settore che è molto competitivo e già saturo di dsegnatori talentuosi ed esperti. Questa sua sfiducia lo porta a soffrire di depressione ed è la stessa moglie a suggerirgli di licenziarsi (nonostante le difficoltà economiche) e lo spinge a tentare la carriera nel mondo dei comic.. Abbandona il lavoro di insegnante nel 2012 e si fissa una finestra di tempo di 3 mesi in cui si dedica ad un lavoro part time in un Ospedale dove porta le barelle e i lettini aiutando le persone portatrici di handicap. Nel resto della giornata cerca di passare più tempo possibile a scrivere e disegnare per diventare un fumettista autodidatta (anche 8 ore oltre l'orario di lavoro). Se dopo la scadenza che si è dato non dovesse riuscire a pagare l'affitto (di 900 dollari) o mantenere una vita dignitosa allora tornerà alla professione di insegnante d'arte. All'inizio del secondo decennio degli anni duemila si dedica a scrivere e disegnare la sua prima opera ovvero Space Mullett, ma nessun editor gli dà fiducia per una pubblicazione cartacea quindi decide di trasformarla in un web comic e diffonderla su digital comics. A quel punto il presidente della Dark Horse Comics Mike Richardson si accorge di un certo talento e originalità dell'autore, un'intuizione che in passato gli ha permesso di lanciare sul mercato indipendente giovani promesse poi diventate (in taluni casi) delle star del settore. Richarson decide di affiancargli un altro autore debuttante quale il texano Donny Cates con il quale producono un'opera originale e innovativa quale Ghost Fleet che però risulta essere un flop (inizialmente) presso critica e lettori. La serie viene anche sospesa. Tale insuccesso non favorisce i due fumettisti che però sono entrambi destinati a diventare autori top-seller del settore. La stessa Ghost Fleet viene col tempo rivalutata (dopo il 2018) e arriva ad avere anche un'edizione internazionale tra cui SaldaPress in Italia dal novembre 2019.
Attivo come fumettista e illustratore di copertine, vive e lavora a Chicago. Ha collaborato con le più importanti case editrici tra cui Marvel Comics, DC Comics, Dark Horse Comics e Image Comics. Ha suscitato l'interesse del settore in seguito alla diffusione via internet del web-comic Space Mullet, pubblicato nel 2016 dalla Dark Horse. Ottiene popolarità e consenso della critica con la serie Extremity, pubblicata dall'imprint Skybound della Image Comics, per la quale ottiene una nomination agli Eisner Award. Tra le sue altre opere vi sono: The Ghost Fleet, Murder Falcon, Wonder Woman: Dead Earth (per l'imprint DC Black Label).
Daniel è stato ospite del Comicon Napoli 2023 (28 aprile-1 maggio), ospite dello stand di Salda Press. Per l'occasione viene presentata la sua ultima opera Do a Powerbomb e una deluxe-ultimate edition di Murder Falcon. Nella limited-series Do a Powerbomb pubblicata in originale dalla Image, l'autore ha modo di creare un fumetto su una delle sue più grandi passioni ovvero il wrestling. Al centro della storia c'è la lottatrice Lona che ha visto morire la madre sul ring. A questo punto Jhonson inserisce elementi fantasy in quanto Lona partecipa ad un torneo interdimensionale grazie ad un negromante con la promessa che se vince potrà riportare in vita una persona cara. Tale spunto permette all'autore di esprimere il suo talento nella realizzazione di tavole iperdinamiche e personaggi grotteschi. Nonostante l'ambientazione anomala, Daniel si mantiene però fedele nel riprodurre le canoniche mosse del wrestling televisivo sottolineando così la sua cultura e passione per questa disciplina. Daniel ha iniziato (dal 2023) a introdurre il processo digitale nella lavorazione delle tavole. Utilizza l'iPad con il sistema Procrate ma non riesce ancora ad essere soddisfatto dei risultati ripiegando ancora spesso sul canonico lavoro a matite e rifiniture a chine. Il vantaggio che riscontra però nell'usura l'iPad è quello di poter lasciare il suo studio per andare a lavorare in luoghi all'aperto a contatto con la natura e altre persone. Quando imposta una tavola segue uno dei suggerimenti di Jim Lee, uno dei più valida per creare un fumetto ad effetto. Prima di impostare in sequenza le vignette di una tavola bisogna secondo Lee disegnare e concepire quella che ha chiamato la "vignetta ancora". Deve essere una vignetta sbalorditiva intorno alla quale si dipana poi l'intera tavola. A suo avviso la sua capacità di usufruire di questa tecnica gli riesce al meglio con Do a PowerBomb. Quando visualizza una tavola o un intero fumetto è sempre in bianco e nero, il dover procedere al processo di colorazione (tipico dei fumetti statunitensi) lo lascia sempre perplesso. L'unica eccezione è quando la colorazione viene effettuata da Mike Spencer che ha le capcità di arrivare a migliorare la resa finale del comic book.
Gli accordi con Skybound di Robert Kirkman, l'amicizia e l'ammirazione reciproca porta Warren Johnson ad accettare un lavoro che rappresenta una sfida ma anche la possibilità di creare fumetti su personaggi a cui è legato dalla giovane età. Kirkman infatti riesce a strappare alla IDW Publishing la licenza per quanto riguarda i prodotti della Hasbro riguardanti i Transformers e i G.I. Joe. Daniel accetta di realizzare la serie a fumetti reboot sui Transformers contraddicendo quanto da lui affermato negli ultimi anni dove vorrebbe dedicarsi a opere da lui create e non vincolate da continuity e situazioni di universi narrativi già esistenti. Infatti considera i suoi lavori su personaggi quali Wonder Woman (DC) e Beta Ray Bill (Marvel) come impegni lavorativi che gli garantivano introiti sicuri e remunerativi. Bisogna però considerare che Terra Morta con Wonder Woman si svolge in un futuro post apocalittico non canonico con il resto del DC Universe e per Beta Ray Bill riesce a creare una storia che viene poco influenzata a livello editoriale e dalla continuity degli altri albi del Marvel Universe. Inoltre l'offerta di Kirkman parte da un nuovo tipo di accordo con la Hasbro che ha pochi precedenti e permetterà all'artista una notevole libertà creativa nonostante il materiale di riferimento faccia parte di un franchise storico e consolidato. Il prologo della nuova linea di fumetti Hasbro, realizzato da Kirkman e Lorenzo de Felici viene distribuito a giugno 2023 e crea un nuovo universo narrativo denominato "Enargon Universe" di cui fanno parte i Transformers, i G.I.Joe e anche nuovi personaggi creati dalla collaborazione Skybound/Hasbro con relativo merchandising a cui proventi potranno attingere (in parte) gli autori delle nuove creazioni con possibili profitti a cui Daniel non è certo indifferente. Ha quindi la possibilità di creare un nuovo universo per questi amati personaggi e ampliarlo con nuove creazioni e situazioni narrativa inconsuete. Tutto ciò che è stato pubblicato in precedenza sul franchise non farà più parte di questa nuova continuty che potrà quindi rivitalizzare, stupire e sorprendere storie ormai appesantite da decenni di struttura narrativa canonica e spesso ripetitiva. La prima serie regolare sono i Transormers di Daniel Warren Jhonson pubblicata da dicembre 2023. Nello stesso mese esce la miniserie G.I.Joe Duke. La miniserie Cobra Commander esce a gennaio 2024. Per Daniel quindi si tratta di un'opportunità che gli permette libertà creativa e la possibilità di mettere sulle sue tavole novità narrativa e nuove battaglie su cui ha fantasticato fin da bambino, rimane quindi valido il suo credo secondo il quale un fumetto deve essere realizzato seguendo il proprio «cuore, fantasia ed emozioni».

## Opere

### Dark Horse Comics
- Eve: True Stories, Daniel Way (testi) - Alejandro Aragon, Daniel Warren Johnson, Federico Dallocchio (disegni), graphic novel, storie spin-off dal pluripremiato video game EVE Online, 11 giugno 2014.
- The Ghost Fleet nn. 1-8, testi di Donny Cates, miniserie, novembre 2014 - giugno 2015
- Alabaster: The Good, The Bad and The Bird nn. 1-5, testi di Caitlín R. Kiernan e disegni di Daniel Warren Johnson (disegni), miniserie di 5 albi (conclusa), dicembre 2015 - aprile 2016
- Space Mullet: One Gamble at a Time, testi e disegni, raccolta in volume brossurato (o trade paperback) del web-comic Space Mullet. Contiene le storie serializzate tra il 2012 e il 2014. Distribuito nel 2016.

### DC Comics
- Sinestro Annual n.1, Cullen Bunn (testi) - Daniel Warren Johnson & AA.VV. (disegni), albo annuale, 1 aprile 2015.
- Wonder Woman: Dead Earth nn. 1-4, testi e disegni (Daniel Warren Johnson), limited-series (conclusa), etichetta: DC Black Label, febbraio 2019 - ottobre 2020.
- Superman: Red and Blue n.5, Daniel Warren Johnson & AA.VV. (testi e disegni), albo antologico contenente 5 short-story di 8 pagine di cui Johnson realizza testi, disegni e colorazione della storia intitolata Ge22nerations, limited-series  (conclusa), settembre 2021.
- Batman: Black and White (Vol.2) n.4, Daniel Warren Johnson & AA.VV. (testi e disegni), albo antologico contenente 5 short-story di 8 pagine di cui Warren realizza la storia Checkmate, miniserie (conclusa), maggio 2021.
- The Jurassic League nn.1-6, Daniel Warren Johnson (testi e copertine alternative), Juan Gedeon (testi,disegni, copertine regolari), limited-series di 6 albi (conclusa) con protagonista una versione alternativa della Justice League of America, 11 maggio 2022 - 11 ottobre 2022.

### Image Comics
- Extremity nn. 1-18, Daniel Warren Johnson (testi e disegni), serie regolare, marzo 2017 - marzo 2018
- Murder Falcon nn. 1-8, Daniel Warren Johnson (testi e disegni), miniserie, ottobre 2018 - maggio 2019[8]
- Head Lopper n.13, Andrew McLean (testi, disegni, copertina) - Daniel Warren Johnson (Copertina alternativa o Variant Cover), data di distribuzione: 16 settembre 2020.
- Skybound X n.3, Daniel Warren Johnson & AA.VV. (testi e disegni), miniserie antologica di cui Johnson realizza una storia correlata (side-story) alla miniserie Murder Falcon, data di distribuzione: 21 luglio 2021.
- Do a Powerbomb nn.1-7, Daniel Warren Johnson (testi e disegni), miniserie di 7 albi (conclusa), giugno-dicembre 2022.
- Transformers dal n.1, Daniel Warren Johnson (testi e disegni), serie regolare, franchise Hasbro, dicembre 2023 -in corso.

### Marvel Comics
- Quake: S.H.I.E.L.D. 50th Anniversary n.1, Patrick Kindlon e Matthew Rosenberg (testi) - Daniel Warren Johnson (disegni), albo unico celebrativo, novembre 2015.
- Man-Thing (Vol.5) n.1, contiene 2 storie: Whoever knowns fear Burns the touch (20 pagine), R.L.Stine (testi) - German Peralta (disegni) / R.L.Stine (testi) - Daniel Warren Johnson (disegni) (short story di 10 pagine, maggio 2017.
- Beta Ray Bill nn. 1-5 , Daniel Warren Johnson (testi e disegni), limietichettated-series (conclusa), maggio 2021 - settembre 2021.
- Deadpool: Black, White & Blood n.2, Daniel Warren Johnson & AA.VV. (testi e disegni), albo antologico contenente 3 storie di 10 pagine di cui Warren realizza la storia Checkmate, miniserie (conclusa), novembre 2021.

## Premi e riconoscimenti
Ha vinto il Bram Stoker Award per la miniserie Alabaster: The Good, The Bad and The Bird pubblicata da Dark Horse Comics, assegnato alle opere di genere horror e dark fantasy pubblicate dai vari tipi di media.